# Čarazej
Čarazej (engl. Charazay Basketball Manager) je simulacija posla košarkaškog menadžera. Čarazej je Internet igra zasnovana na igri preko nekog od internet brauzera. Čarazej trenutno ima nešto više od 11.000 registrovanih korisnika iz preko 75 zemalja sveta. 

## Sistem takmičenja
Sistem takmičenja obuhvata nacionalno prvenstvo, nacionalni kup i međunarodni kup za koji je potrebno osvojiti prvenstvo ili nacionalni kup. Nacionalno prvenstvo osmišljeno je kao piramidalni sistem. U svakoj grupi nalazi se po 16 ekipa od kojih se svaka sastaje sa svakom 2 puta u toku jedne sezone. Iz grupe po završetku sezone poslednja 4 plasirana tima sele se u nižu grupu dok provoplasirana ekipa postaje šampion, u nižim divizijama prvoplasirana i drugoplasirana ekipa sele se u viši rang takmičenja. Prvenstvene utakmice se igraju po sistemu pauze od 3-4 dana, tako da ispada da svaki tim u periodu od 7 dana odigra 2 utakmice. Za pobedu u prvenstvenoj utakmici dobija se 2 boda, za poraz 1, a u slučaju poraza službenim rezultatom 0 bodova. U kup takmičenjima igra se uvek samo jedna utakmica bez revanša. Pored ovih zvaničnih utakmica svaki tim ima mogućnost ugovaranja prijateljskih utakmica ili prijateljskih turnira.

## Taktika
Podešavanje taktike je vrlo opširno, te se svakom igraču može tačno zacrtati njegova uloga u meču. Ni jedan od igrača nema striktno opisano poziciju na kojoj igra te svako od menadžera sam određuje poziciju na kojoj će mu igrač igrati u zavisnosti kakve ocene poseduje igrač. U igri svaki igrač ima ocenjene elemente: odbrana, dva poena, slobodna bacanja, tri poena, dodavanje, dribling, brzina, skok, rad nogu i iskustvo. Ovi elementi se ocenjuju ocenom od 1 do 30 i mogu se menjati u zavisnosti od treninga. Pored ovih elemenata prikazana je starost igrača, visina i težina, koji su takođe promenjivi.

## Trening
Trening igrača može biti podeljen u dve grupe i mogu se trenirati elementi: odbrana, skokovi, šut iz polja unutar 6,25m, šut izvan 6,25m, dribling, rad nogu, brzina i dodavanje. Odabir treninga može se menjati u bilo koje vreme, igrači napreduju u elementima koje treniraju a brži napredak ostvaruju ukoliko se angažuje trener.

## Ekonomija
Ekonomija u igri kao faktor uspešnosti u igri ima svoj uticaj. Igra ne obuhvata veliki broj opcija vezanih za ekonomiju, a metode kojima se može zaraditi novac su: sponzorski ugovor, trgovanje, prodaja igrača, ulaznice. Takođe postoje rashodi u vidu: troškovi održavanja hale, plate, medicinsko osoblje, liga za napredak itd. Prihodi i rashodi variraju u zavisnosti od mnogo faktora.

## Transfer market
Kupovina i prodaja igrača odvija se preko transfer marketa i to po sistemu licitacije. Menadžer stavlja na prodaju igrača po proizvoljnoj početnoj ceni, ukoliko ima zainteresovanih kupaca po isteku roka za prodaju igrač prelazi u tim koji je ponudio najveću svotu, ukoliko do isteka roka ne stigne ni jedna ponuda igrač ostaje u svom klubu.

## Promocije igrača
Za angažovanje novog igrača u timu pored kupovine putem transfer marketa postoji još jedna mogućnost a to je promocija igrača, za koju je potrebno izdvojiti određenu svotu novca koja varira u zavisnosti u od toga u kojoj ligi se nalazi tim. Kod promocije novog mladog igrača menadžer ima izbor ulaganja u mladog igrača u vidu tri cifre ali pošto je ceo ovaj sistem promocije zasnovan na nekom vidu lutrije smatra se da izbor većeg ulaganja kod promocije samo doprinosi većem postotku verovatnoće da će taj igrač biti što kvalitetniji ali to i ne garantuje.

## Ostale mogućnosti
Još neke od ponuđenih opcija su angažovanje lekara, liga za napredak u kojoj se igrači sa 19 i manje mogu razvijati, slanje igrača na dijetu ili udebljavanje.
Čarazej pored klupskog takmičenja organizuje i Čarazej svetsko prvenstvo za reprezentacije, čiji selektori su izabrani elektronskim glasanjem od strane drugih korisnika iz zemlje u kojoj igraju. Svaki menadžer ima pravo podneti kandidaturu na mesto selektora onda kada se izbori održavaju (svake dve sezone) a po završetku glasanja onaj ko ima najviše glasova postaje novi selektor nacionalnog tima. Ovaj sistem važi i kod izbora selektora i za seniorsku i juniorsku reprzentaciju.
Autori igre poreklom iz Norveške stalno teže poboljšanju igre te se često opcije proširuju. Čarazej je igra sa stalnom tendencijom rasta broja korisnika. Trenutan broj menadžera u Srbiji iznosi oko 450, dok Španija ima najveći broj menadžera približno 1.600.
Za ljude koji svojim donacijama omogućavaju opstanak ove igre omogućene su neke dodatne opcije kao što su statistika, postavka grba, dresova, knjiga gostiju, beleške itd. Na samu igru ove opcije ne utiču.

## Spoljašnje povezice
- Charazay Basketball Manager, zvanična prezentacija
- Ex Yu Charazay Forum